# Pfarrkirche Gablitz

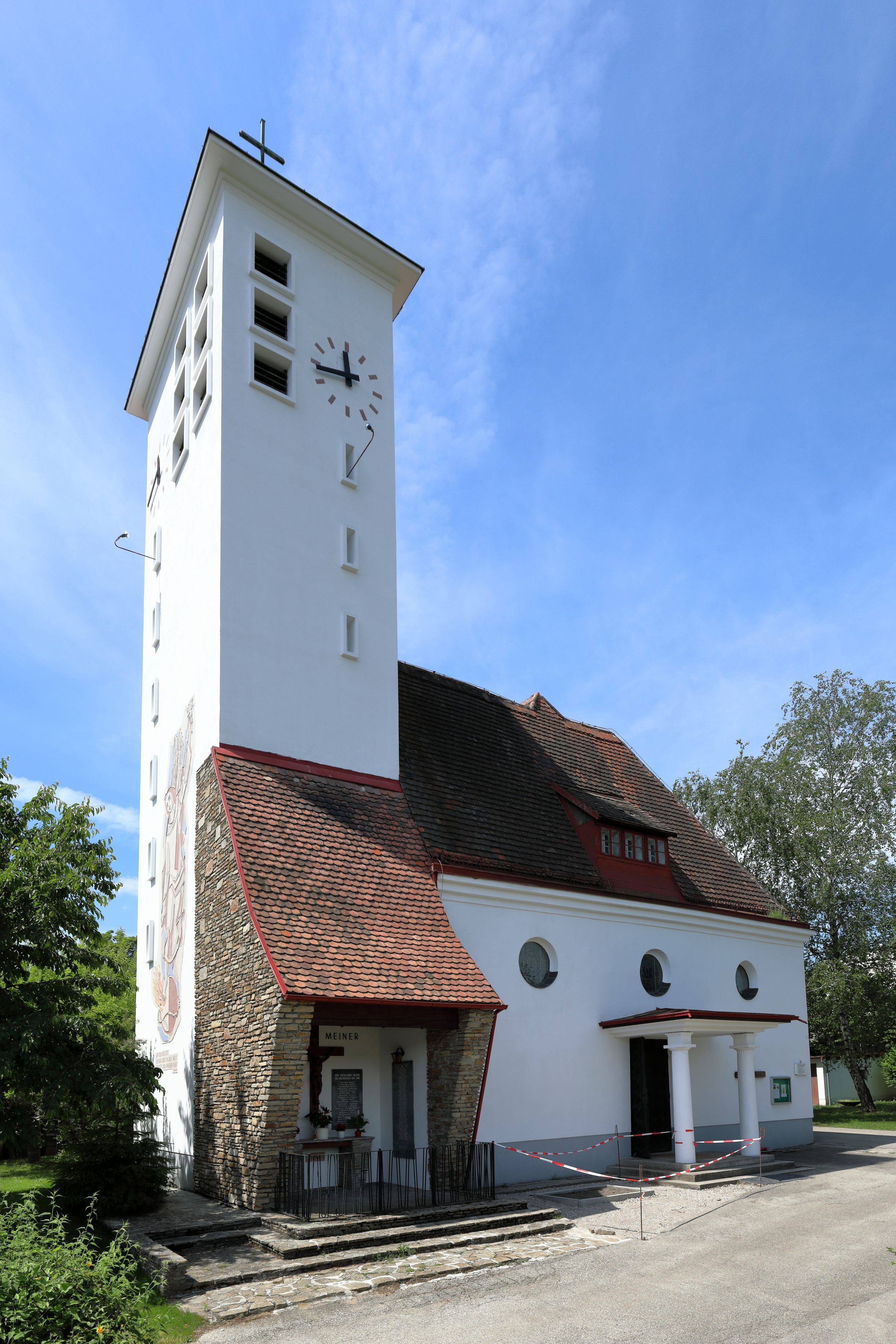
Katholische Pfarrkirche hl. Lorenz in Gablitz

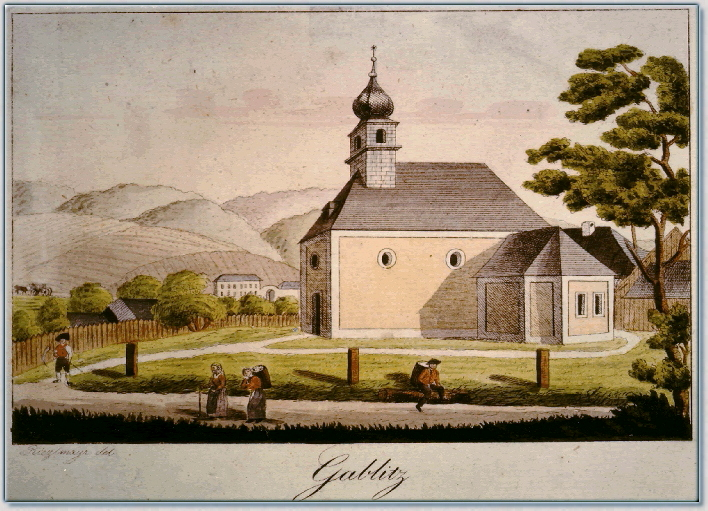
Gablitzer Kapelle um 1820. Diese Kapelle wurde bei der Errichtung der Gablitzer Kirche als "Vorhalle" miteinbezogen

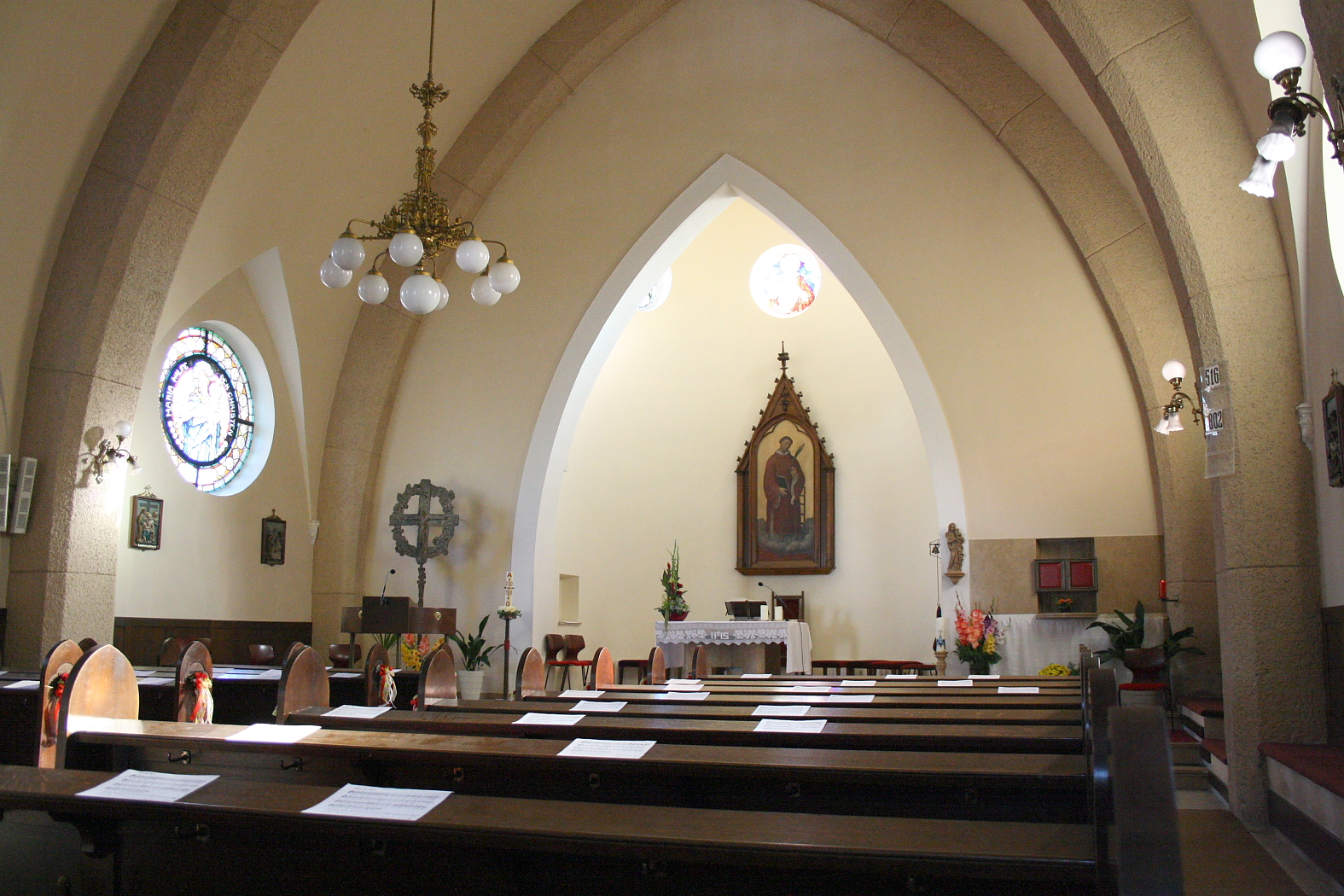
Langhaus, Blick zur Apsisnische

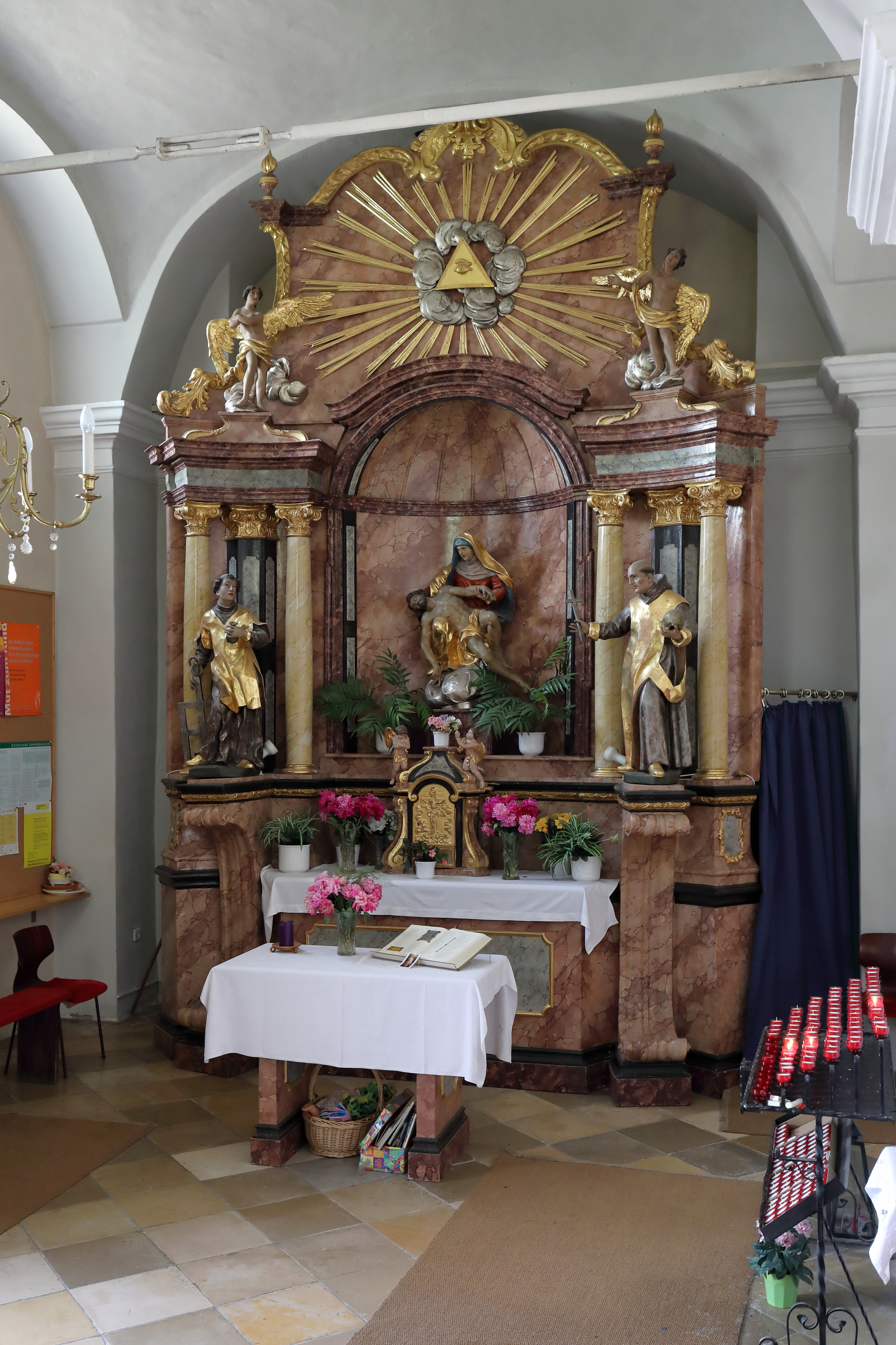
Hochaltar der ursprünglichen Kapelle

Die römisch-katholische Pfarrkirche Gablitz steht erhöht über dem Ort der Marktgemeinde Gablitz im Bezirk St. Pölten-Land in Niederösterreich. Die dem Patrozinium des Heiligen Lorenz unterstellte  Pfarrkirche gehört zum Dekanat Purkersdorf im Vikariat Unter dem Wienerwald der Erzdiözese Wien. Die Kirche steht unter Denkmalschutz (Listeneintrag).

## Geschichte
Im 12. Jahrhundert wurde eine Kapelle genannt. Nach Wiederinstandsetzung oder Neubau der Kapelle erfolgte am 3. März 1643 die Einweihung durch den Weihbischof Bartholomäus. Die heutige Kirche wurde 1928 unter Einbeziehung des barocken Vorgängerbaus von 1642 als Kriegergedächtniskirche errichtet. 1962/63 erfolgte der Zubau des Kirchturmes und die Errichtung des Kriegermahnmales an dessen Nordostseite. 1969 wurde die Sakristei angebaut und 1970 erfolgte die Neugestaltung des Altarraumes und ein Volksaltar wurde aufgestellt.
Gablitz war von 1411 bis zur Auflösung der Kartause 1782 eine Filiale von Mauerbach, anschließend gehörten sie zur Pfarre Purkersdorf. 1937 wurde Gablitz eine eigenständige Pfarre. Seit 1. Oktober 2012 bilden die Pfarren Maria Himmelfahrt (Mauerbach) und Maria Rast (Steinbach) mit der Pfarre St. Laurentius in Gablitz einen Seelsorgeraum.

## Architektur
Kirchenäußeres
Das nach Südwesten ausgerichtete Langhaus mit Rundfenstern und einer eingezogenen Halbkreisapsis wurde längsseitig an die ursprüngliche Kapelle angebaut und durch drei Mauerdurchbrüche verbunden, sodass die Kapelle mit dem Walmdach die Funktion einer Vorhalle hat. Der hohe Kirchturm mit Schlitzfenstern und einem Pyramidendach wurde an der südostseitigen Stirnseite der Kapelle angebaut. Das Sgraffito an der Südseite des Kirchturmes schuf der Maler Rudolf Pleban.
Kircheninneres
Das dreijochige Langhaus wird von einer Spitzbogentonne mit wuchtigen gefasten Gurtbögen überwölbt. Die Apsisnische ist niedriger. Die dreijochige Vorhalle mit Kreuzgratgewölben auf Wandpfeilern mit profilierten Kämpfern aus 1642 hat im östlichen Joch ein Platzlgewölbe aus dem dritten Viertel des 18. Jahrhunderts mit einer eingesetzten Orgelempore.

## Ausstattung
Die Glasmalerei um 1928 zeigen die Heiligen Johannes, Antonius, Jakob, Maria mit Kind, Leopold und Georg, in der Vorhalle Symbole der Kardinaltugenden.

## Einrichtung
Das Prespyterium wurde um 1970 mit einem Bronzekruzifix von Horst Aschermann neu gestaltet. Der Hochaltar der ursprünglichen Kapelle (jetzt Vorhalle) ist ein barocker Ädikulaaltar mit Doppelsäulenaufbau und einer zentralen Pietà, flankiert von Statuen der Heiligen Laurentius (links mit Rost, Kirchenpatron) und Bruno (rechts mit Totenkopf, Gründer des Karthäuserordens).
Eine Glocke goss Johann Caspar Hofbauer (1806).